# Manuel Tello Navarro
Manuel Tello (Lima, Perú, 14 de noviembre de 1989) es un futbolista peruano. Juega de volante y actualmente está sin equipo. Tiene 35 años.

## Clubes
| Club                 | País | Año         |
| -------------------- | ---- | ----------- |
| Coronel Bolognesi FC | Perú | 2008 - 2012 |
| Alianza Universidad  | Perú | 2013        |
| Unión Huaral         | Perú | 2014        |
| Academia Cantolao    | Perú | 2015        |
| Atlético Grau        | Perú | 2016        |
| Sport La Vid         | Perú | 2017        |